# Studinița
Studinița – wieś w Rumunii, w okręgu Aluta, w gminie Studina. W 2011 roku liczyła 1312 mieszkańców. 